# Billy Wedlock
Pour les articles homonymes, voir Wedlock.
William John Wedlock dit Billy Wedlock, né le 28 octobre 1880 à Bristol et mort le 25 janvier 1965 dans la même ville, était un footballeur anglais des années 1900 et 1910.

## Biographie
En tant que défenseur, Billy Wedlock fut international anglais à 26 reprises (1907-1914) pour deux buts inscrits. Ses deux buts furent marqués en 1908 et en 1914 contre le Pays de Galles. Il remporta avec l'Angleterre le British Home Championship en 1908.
Il fit toute sa carrière au Bristol City Football Club, de 1900 à 1901 et de 1905 à 1921, remportant une deuxième division anglaise en 1906, terminant deuxième de première division en 1907, et fut finaliste en 1909 de la coupe d'Angleterre. Il y disputa 403 matchs pour 17 buts inscrits en dix-sept saisons.
Son petit-fils fut le chanteur britannique de musique folk, Fred Wedlock.

## Clubs
- 1900-1901 et 1905-1921 :  Bristol City Football Club

## Palmarès
- Championnat d'Angleterre de football de deuxième division
  - Champion en 1906
- Championnat d'Angleterre de football
  - Vice-champion en 1907
- British Home Championship
  - Vainqueur en 1908
- Coupe d'Angleterre de football
  - Finaliste en 1909